# Lloyd Rees

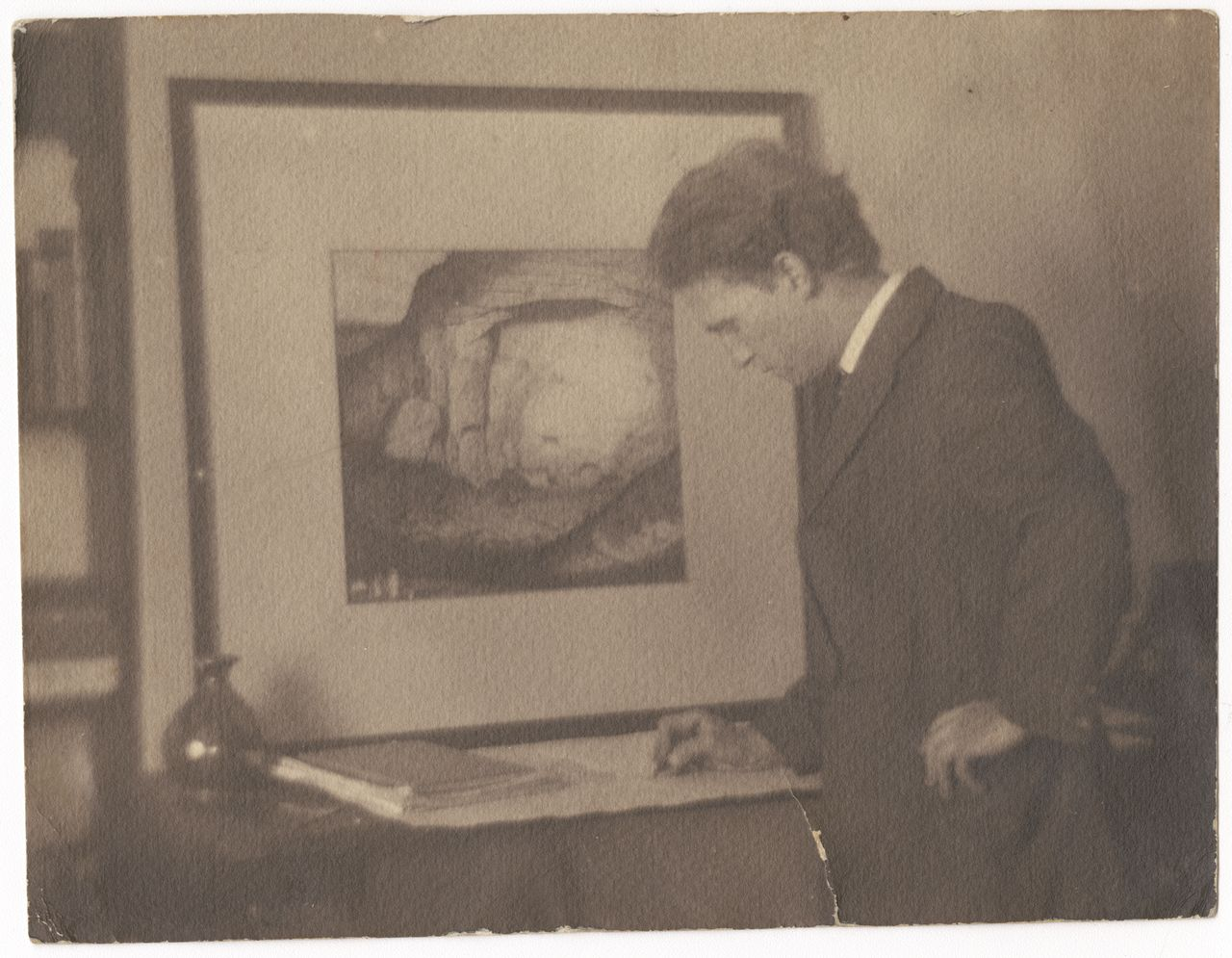
Lloyd Rees beim Zeichnen, 1920er Jahre. Sammlung Daphne Mayo

Lloyd Frederic Rees (* 17. März 1895 in Yeronga, Brisbane; † 2. Dezember 1988 in Hobart, Tasmanien) war ein australischer Landschaftsmaler und Zeichner.

## Leben
Lloyd Rees wurde 1895 in Yeronga, Brisbane, als siebtes von acht Kindern geboren und interessierte sich schon früh für Kunst. Er besuchte verschiedene Schulen in Brisbane und bildete sich autodidaktisch weiter, indem er Skizzen von alten französischen und italienischen Gebäuden anfertigte. Seine ersten künstlerischen Schritte machte er als Zeichner von Postkarten und Illustrationen für Architekturprojekte in Brisbane, darunter die St Brigid's Catholic Church in Red Hill.
1917 zog Lloyd Rees nach Sydney, wo er als kommerzieller Künstler arbeitete und begann, den Hafen von Sydney und seine Umgebung zu malen. Besonders beeinflusst wurde er von Künstlern wie Jean-Baptiste Camille Corot und John Constable. Nach einer gescheiterten Verlobung und dem frühen Tod seiner ersten Frau erlitt Lloyd Rees einen Nervenzusammenbruch, erholte sich aber dank der Unterstützung von Eva Marjory Pollard, die er 1931 heiratete. Sie zogen nach Northwood in Sydney, wo Rees eine „italienische Villa“ baute.
In den 1930er Jahren verfeinerte Lloyd Rees seinen Stil, insbesondere in seinen Bleistiftzeichnungen des Hafens von Sydney. 1937 erhielt er für seine Zeichnungen eine Silbermedaille auf der Weltausstellung in Paris.

„Lloyd Rees's 1930s pencil drawings of Sydney Harbour have long been admired, very often to the exclusion of drawings from other periods of his work. Closely observed, fastidiously realised, intensely felt, they are singular drawings – there is nothing else quite like them in Australian art. (Lloyd Rees' Bleistiftzeichnungen des Hafens von Sydney aus den 1930er Jahren werden seit langem bewundert, sehr oft unter Ausblendung von Zeichnungen aus anderen Perioden seiner Karriere. Präzise beobachtet, akribisch umgesetzt, intensiv gefühlt, sind es einzigartige Zeichnungen – es gibt nichts Vergleichbares in der australischen Kunst.)“

In den 1940er Jahren entstanden viele seiner bekanntesten Werke, darunter Gemälde der Illawarra-Region und der Landschaft um Sydney. 1950 gewann er mit seinem Werk The Harbour from McMahons Point den renommierten Wynne Prize, 1951 wurde sein Gemälde Sydney mit dem Commonwealth Jubilee Art Prize ausgezeichnet.
Neben seiner künstlerischen Tätigkeit lehrte Lloyd Rees von 1946 bis 1986 an der Architekturfakultät der University of Sydney, wo er zahlreiche Studierende beeinflusste. Er bewegte sich zwischen traditionellen und modernen Kunstströmungen, respektierte die abstrakte Kunst, blieb aber seinem eigenen Stil treu. Lloyd Rees unternahm mehrere Reisen nach Europa, wo er unter anderem die Kathedrale von Chartres besuchte, die ihn zu neuen Werken inspirierte. Seine Werke aus dieser Zeit verbinden europäische und australische Landschaften.
Seit den 1970er Jahren unternahm Lloyd Rees regelmäßig Reisen nach Tasmanien, wo großformatige Werke entstanden. Seine Reise nach Zentralaustralien 1976 inspirierte ihn zu Bildern des Uluru und der Olgas. Auch im hohen Alter blieb er aktiv, experimentierte mit Lithographie und Radierung und gewann 1982 nochmals den Wynne-Preis.
Neben seiner Kunst interessierte sich Lloyd Rees für Stadtplanung und Architektur. Er war Mitglied des Sydney City Council und unterstützte den Bau eines Wasserfalls am Martin Place. Politisch engagierte er sich für die Australian Labor Party und pflegte Freundschaften mit bedeutenden Politikern wie Premierminister Bob Hawke.
Für seine Verdienste erhielt Lloyd Rees zahlreiche Auszeichnungen, darunter 1977 zum Companion des Order of St Michael and St George (CMG) und 1985 zum Companion of the Order of Australia (AC). Er verfasste zwei Autobiografien und hinterließ ein umfangreiches künstlerisches Erbe, das in allen großen öffentlichen Sammlungen Australiens vertreten ist. Lloyd Rees starb am 2. Dezember 1988 in Hobart,Tasmanien.